# 金名の郷頭

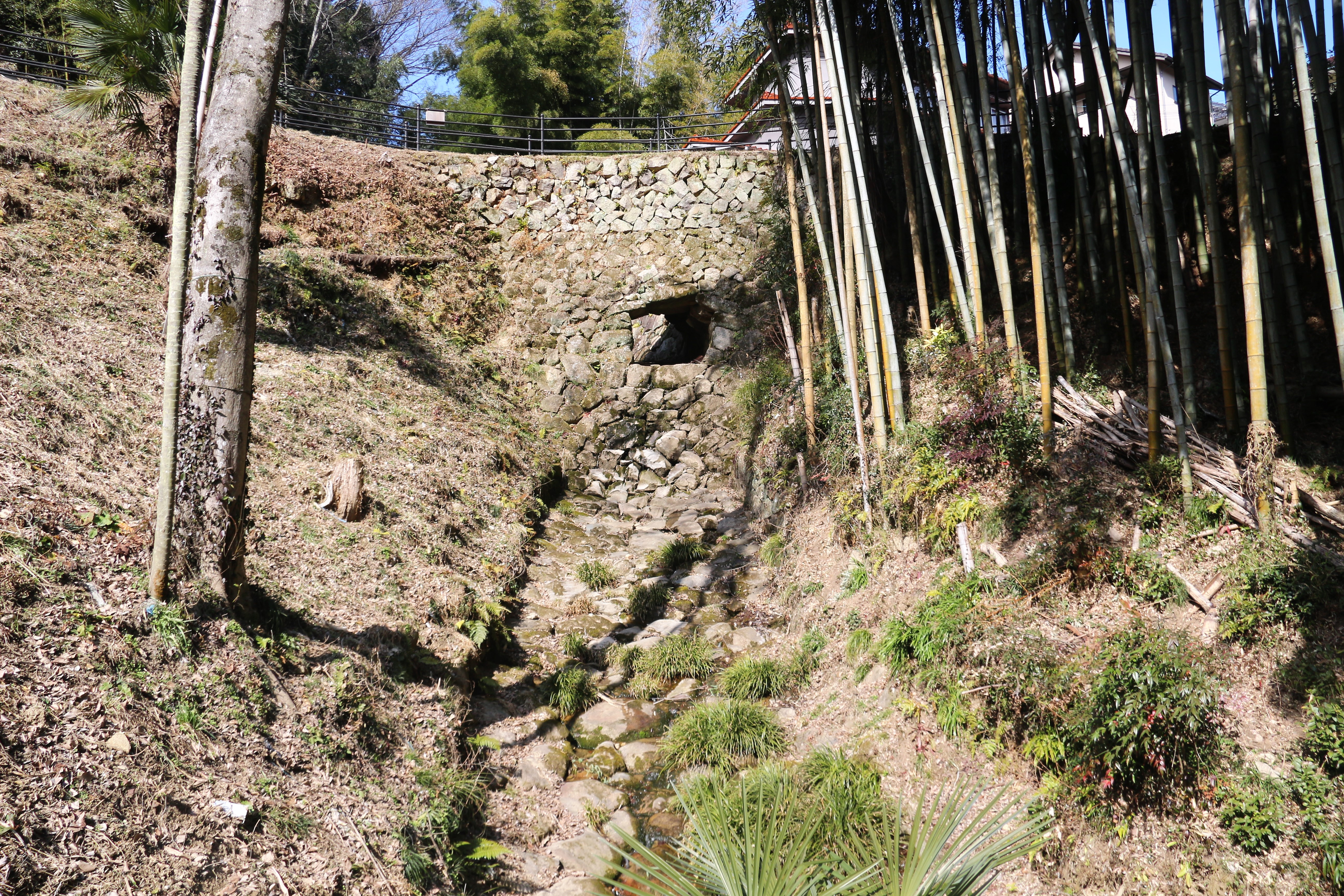
金名の郷頭

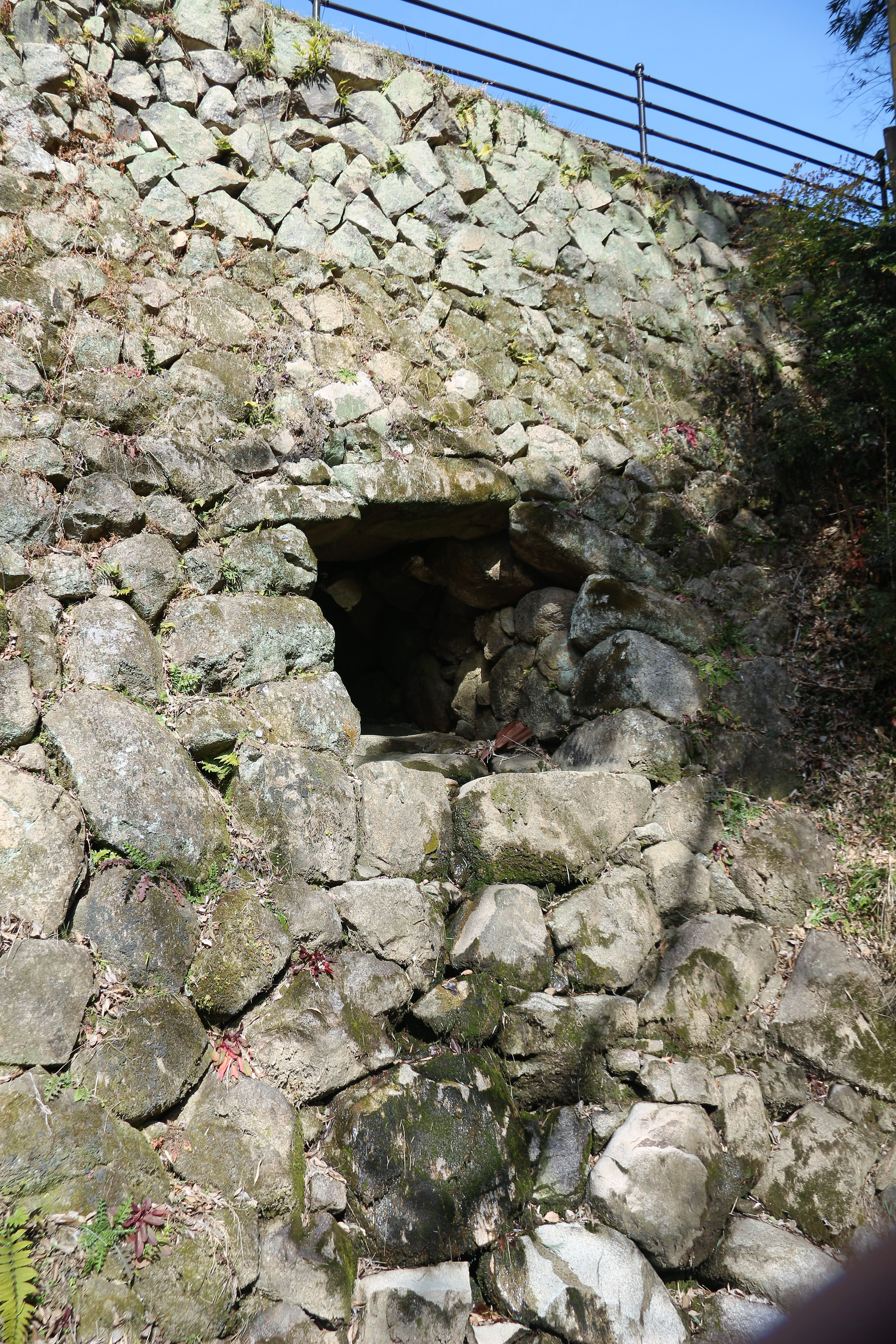
導水管。上側にはかさ上げされた時の境界線が見える

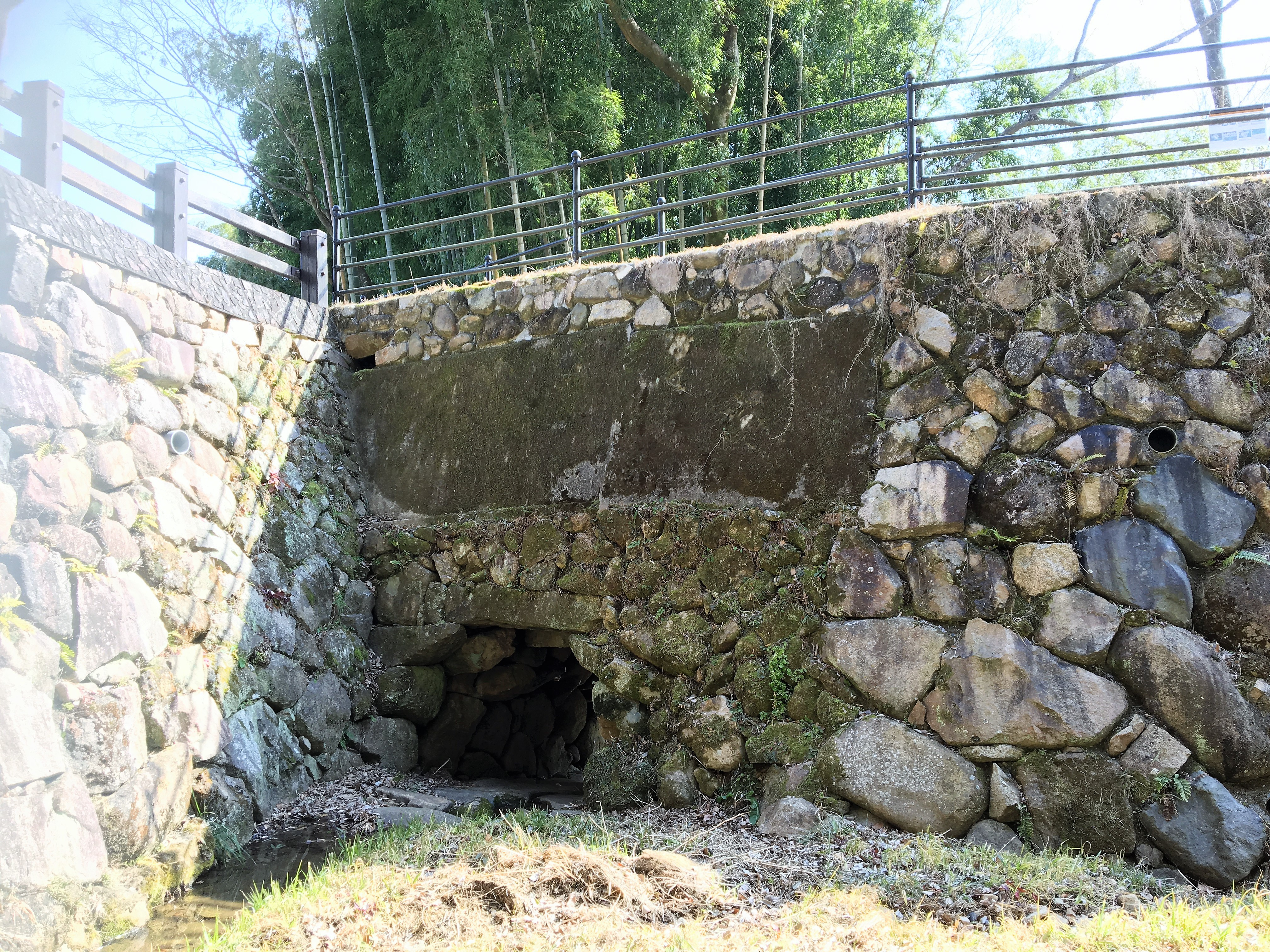
導水管を上流側から見る。左右の石垣は平成になってからの保全工事によるもの

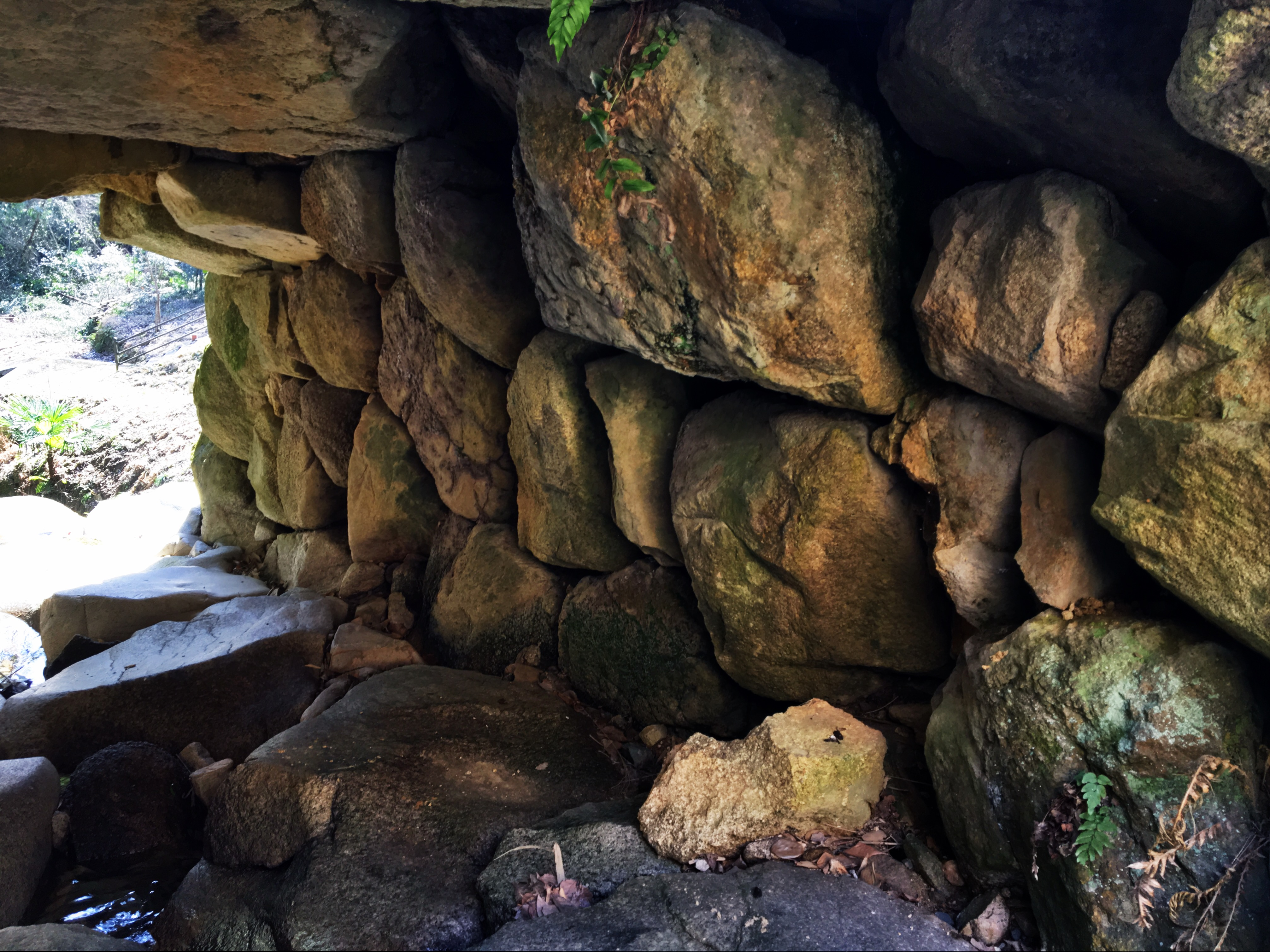
導水管内部側面の石垣。上流側から下流側を見る。

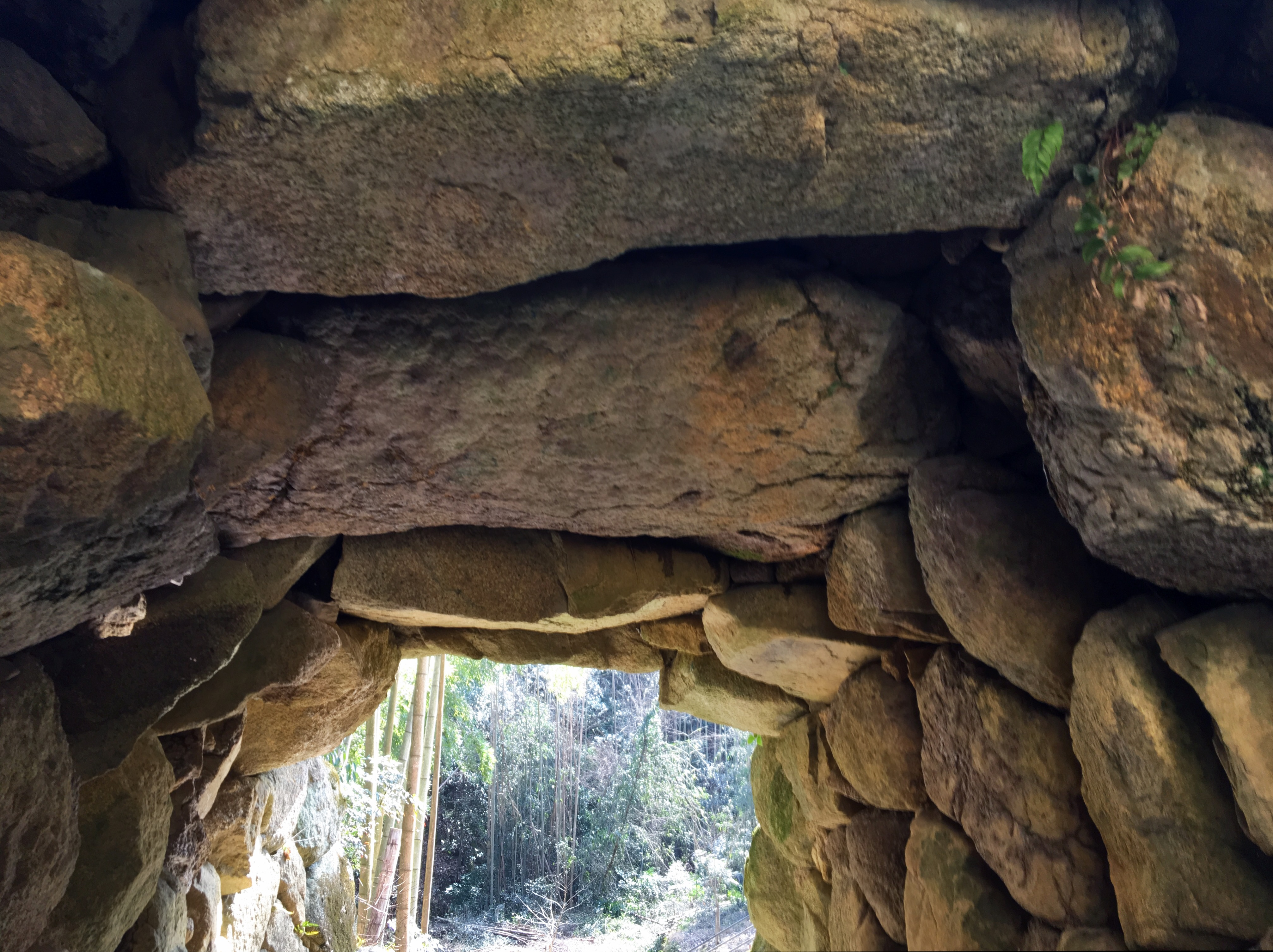
導水管の天井の石組み。左右から石材が送り出しで伸びており天井の石材を支えている

金名の郷頭（かんなのごうとう）は、広島県福山市新市町常の金名地区にある石積みの橋梁兼治水構造物。芦田川の支流である金名川の水量調節の目的に江戸時代中期に作られた。金名の郷戸（ごうと）と書かれることもある。砂留、ダム、橋梁としても分類される

## 構造
高さ7.8m、長さ8.7mの石積みのダム構造で、中央下部には幅1.8m、高さ1.4m、長さ5.8mの導水部分が設けられている。上部は通路となっている。設置後に全体の高さが一度かさ上げされている。石積みの技法として、打ち込み接ぎ・谷積み技法が採用され、中央下部に設けられた導水部分（トンネル部分）には付近に存在する古墳群の石室にも見られる「持ち送り技法」が導入され、江戸時代としては先進的なダム構造であった。全体の形状は、川の上流に向かって凸型のアーチを描き、世界最初アーチ式ダムとも言われる。金名の郷頭がある谷は風化しやすい花崗岩で形成されているため、前後の川の底には栗石を敷き詰めた上に直径30-60cmの平な自然石を敷いて川底とし、谷が金名川の水流によって浸食されないように工夫されている。構造体全体での流水部分の高低差は7.03mあり、自然石の乱張りは導水部分の出口より下流方向に11.6mの長さに渡って施工されている。上流側の川底から郷頭の上までは2mたらずであるが、下流側は川底まで9mの落差がある。

金名川は河川延長3kmであり、神谷川(河川延長21.85km)へ流れ込み、さらに芦田川(延長86.1km)となって瀬戸内海に至る。

## 呼称
地元には「ごうとう」という呼び名が伝わっていたが、後に「村の入り口」という意味の「郷頭」という漢字が充てられた。「金名の郷戸」とも書かれる。「ごうと」とは、川の遊水地や澱み（よどみ）に使用される地名で、「郷戸」や「郷渡」などの漢字が使われ「宮内」と「新市町」との境界にも同じ地名が存在する。「常」には「郷藤」という地名の場所もあり。「ごうと」が誤って「ごうとう」と伝えられたと考えられている。

## 歴史

### 昭和後期まで
「金名の郷頭」が造られたのは200年以上前だと考えられている。1840年(天保11年）の豪雨では、上流にある切池の堤防が決壊して大水が押し寄せたが、「金名の郷頭」がそれを食い止めたという伝承が言い伝えられていた。上部の通路は、府中市本山地区と常金丸地区を結ぶ重要な交通路として1900年代半ばまで利用されていた。常金丸側には街道を行き交う人々の休憩所として江戸時代に建てられた辻堂が現在も数カ所残されている。1906年（明治39年）、常金丸地区と本山地区を繋ぐ県道が造られ主要交通路としての役割が失われたが、昭和30年頃までは地元の住民の生活道路として「金名の郷頭」は使用されていた。「金名の郷頭」は一度も決壊したことがなく設置後長年経過したため、近隣住民は単なる石垣としか認識しておらず、治水上の意義や文化的な価値について知見は失われてしまった。

### 再評価と保全
1990年代に金名川の護岸の荒廃が進行したために、広島県によって上流から護岸工事が開始された。一連の工事によって「金名の郷頭」も撤去され、鋼製の橋梁が掛けられる予定であった。しかし、直前の現地調査によってその文化財としての価値に気が付いた広島大学大学院教授らが、1998年に地元説明会を開催するなどの保存運動を展開したことで、地元の理解が深まり地元の意向が撤去から保存に傾いた。2001年、広島県は計画を変更。別の場所に橋を新設して「金名の郷頭」を保全することになった。鋼製の橋梁は「金名の郷頭」を避けて数メートル上流に設置され、「金名の郷頭」のすぐ西側には箱型のコンクリート製迂回水路（延べ40m）が埋設された。「金名の郷頭」の上には転落防止の手すりも備え付けられた。

### 環境整備
2012年度の「福山市協働のまちづくり基金」を活用した整備事業として環境整備が開始され、地元自治会によって休憩所やトイレ、案内板が設置された。県道金丸府中線沿いなど6カ所に案内看板も設置され、「金名の郷頭」の東西には駐車スペースが確保された。2012年11月25日、福山市教育委員会文化課職員による完成記念の講演会と現地説明会が金名老人集会所で開催された。
2016年には、福山市制施行100周年記念事業の「次の100年に伝えたい　残したい福山の誇り」に応募して総合73位で選定されている（「福の山百選」）。すぐ近くには天地古墳や天地遺跡、金名城山跡、権現古墳群がある。

## 交通
- 中国バス本山団地線「常城」から徒歩5分[4]
- 広島県道399号線より徒歩数分
- 広島県道26号線より狭小路を10分ほど進む

## ギャラリー

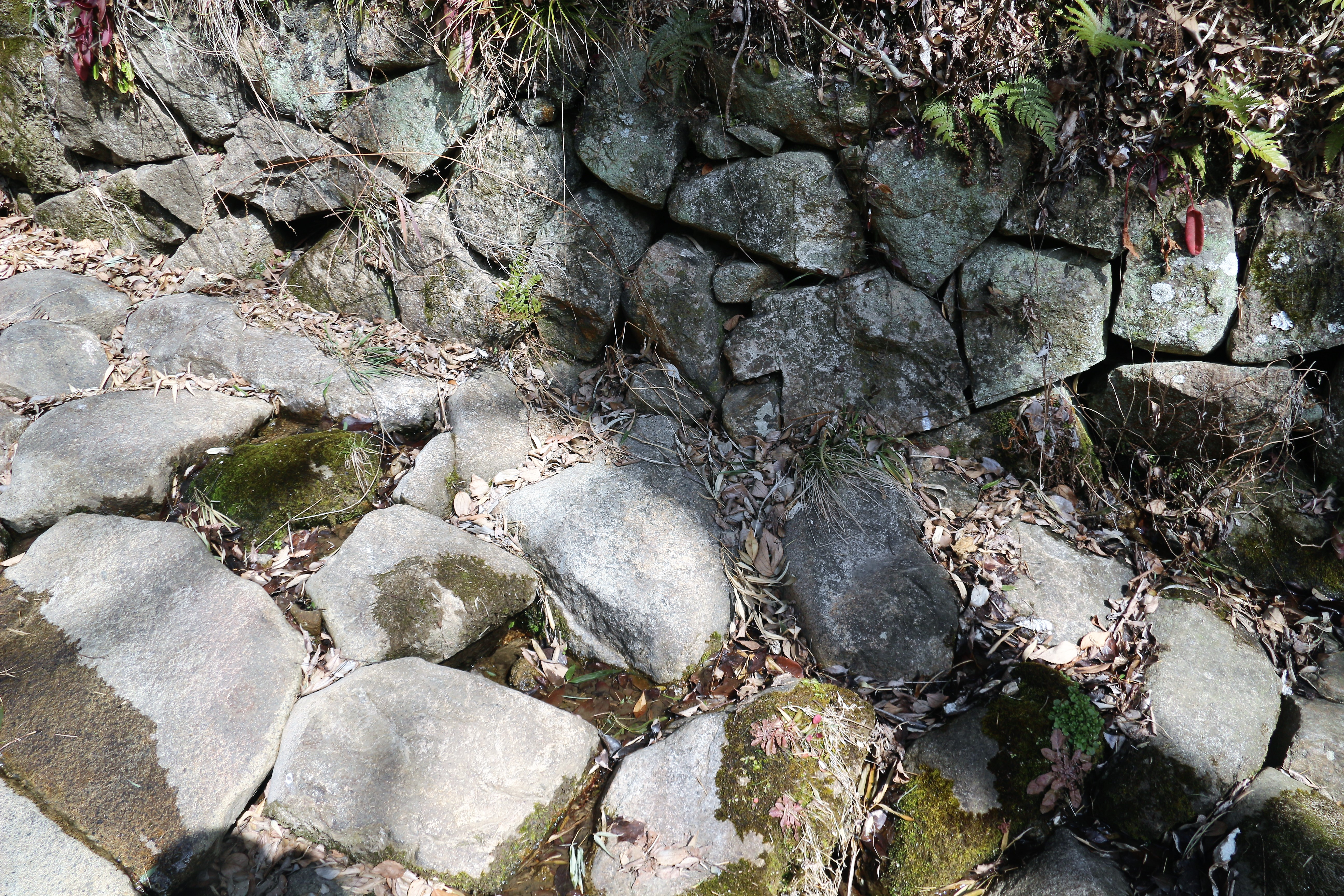
下流側の排水路の敷石
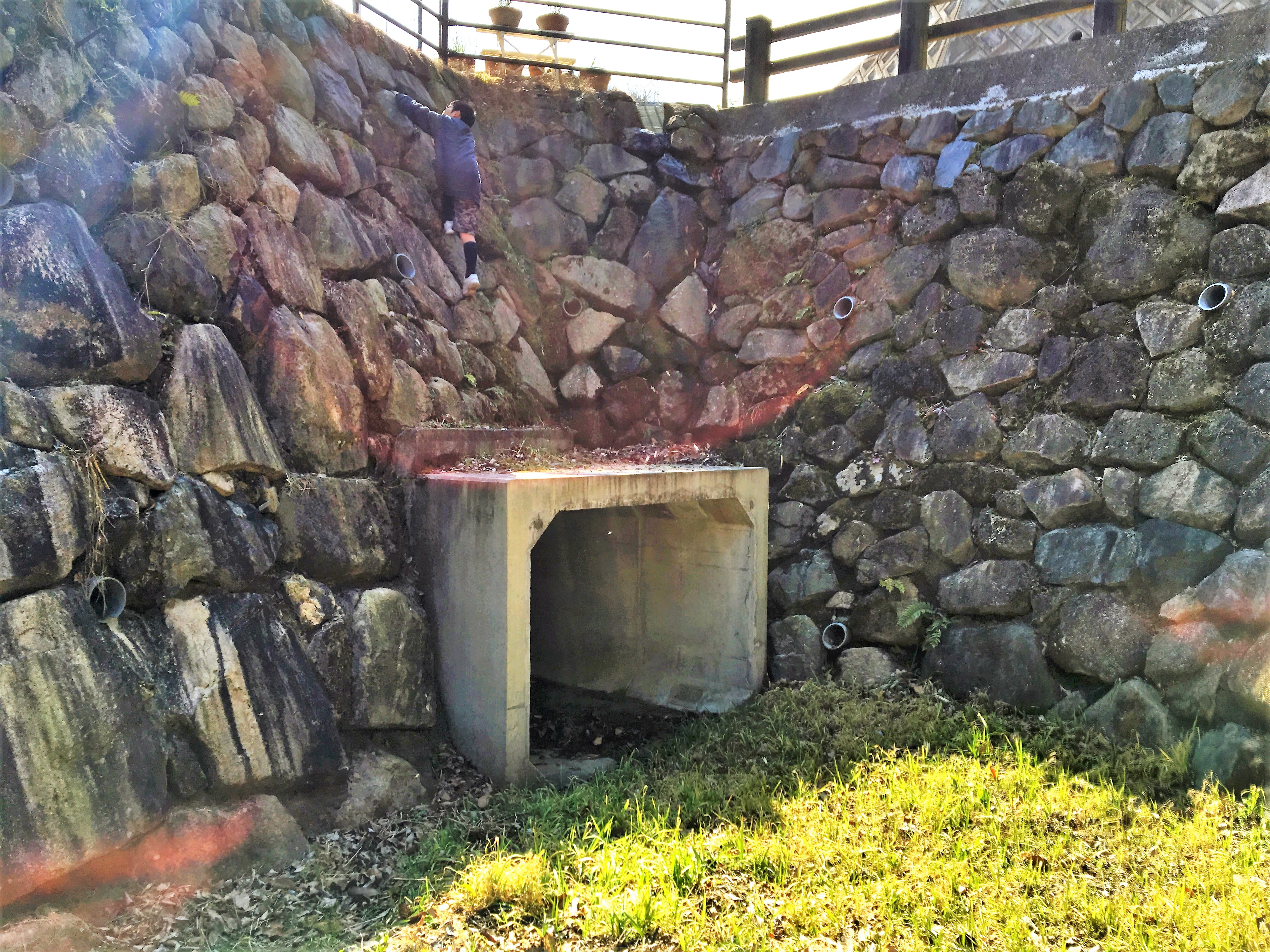
平成の保全工事によって埋設されたバイパス水路
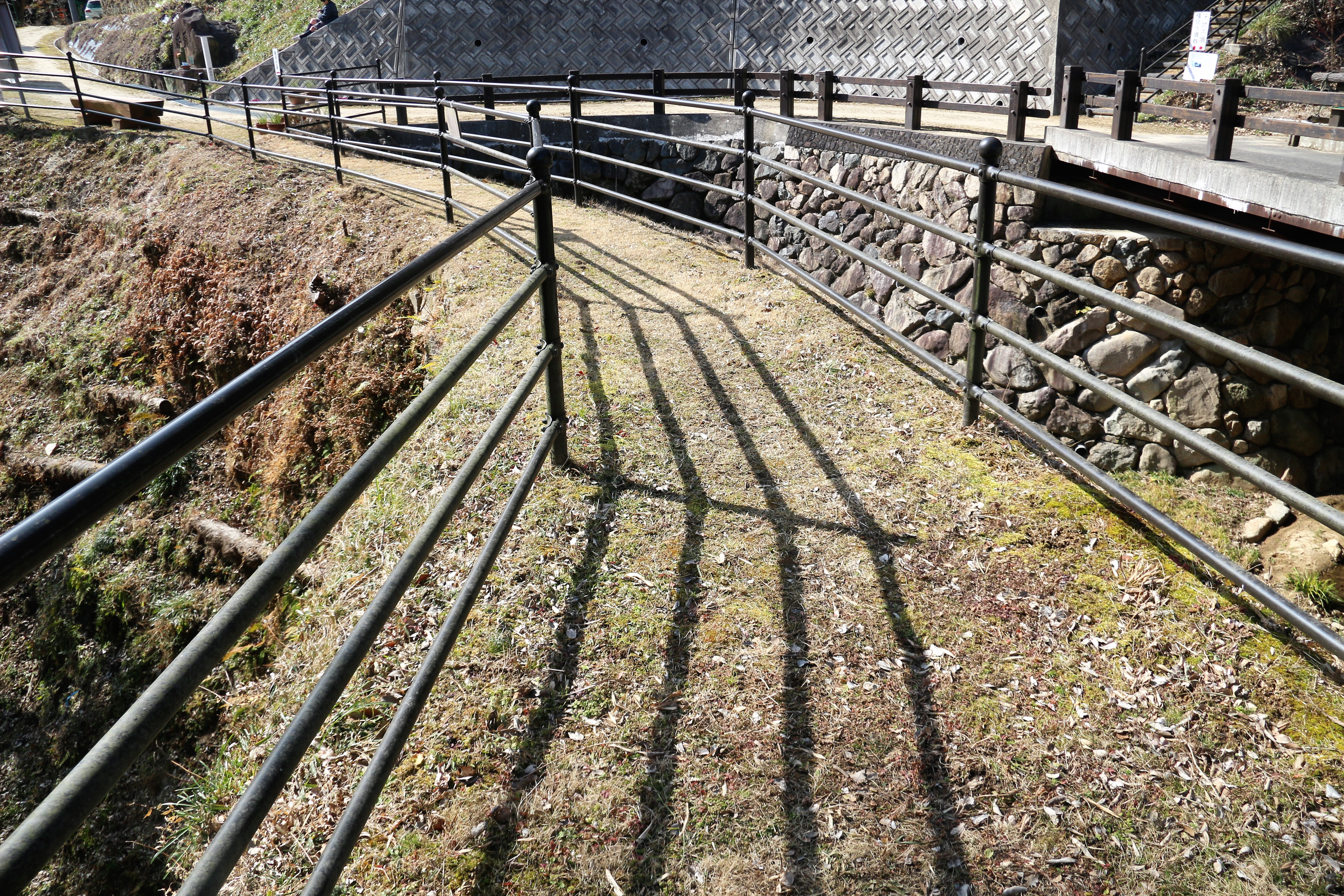
郷頭の上の通路
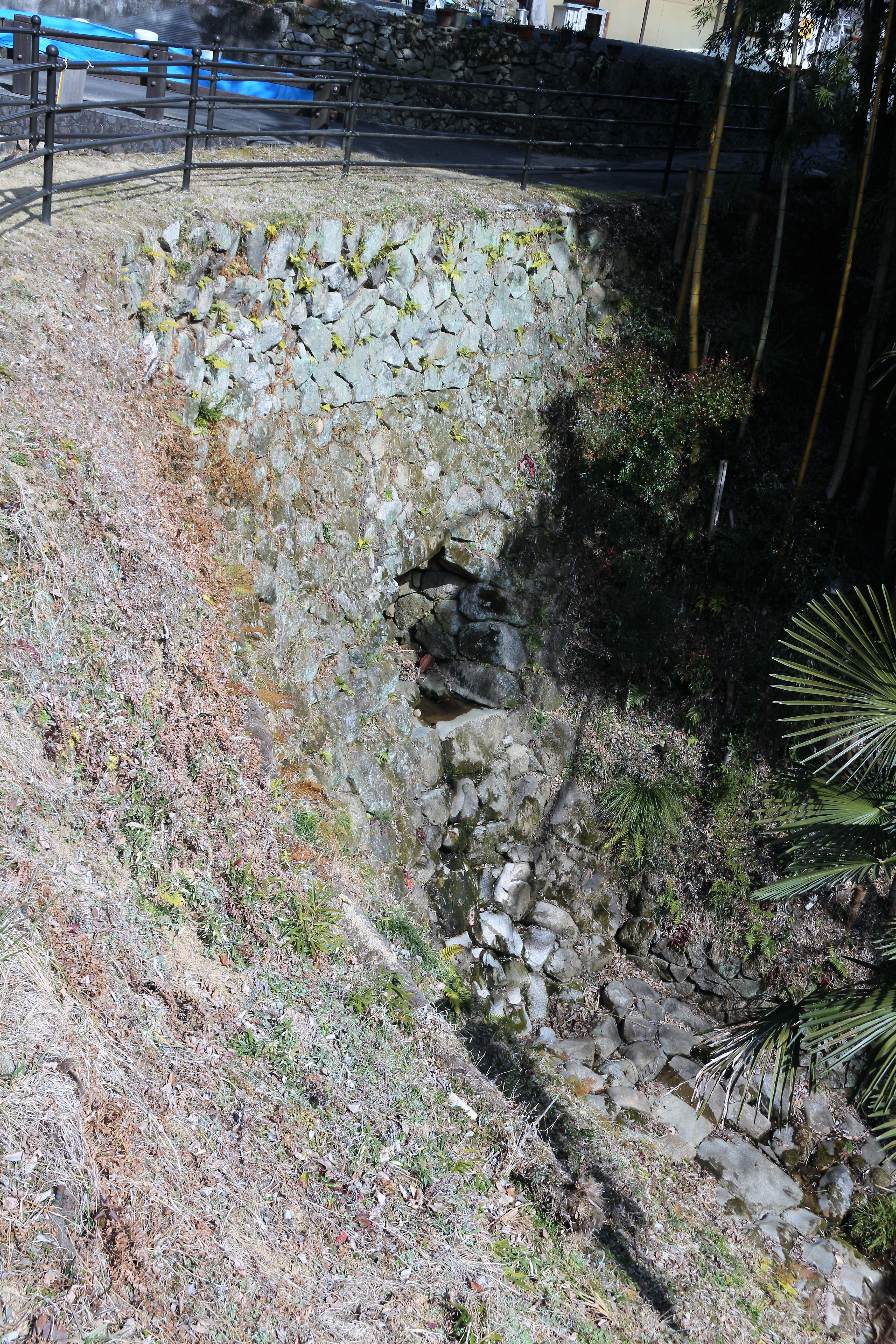
郷頭を横方向から見る
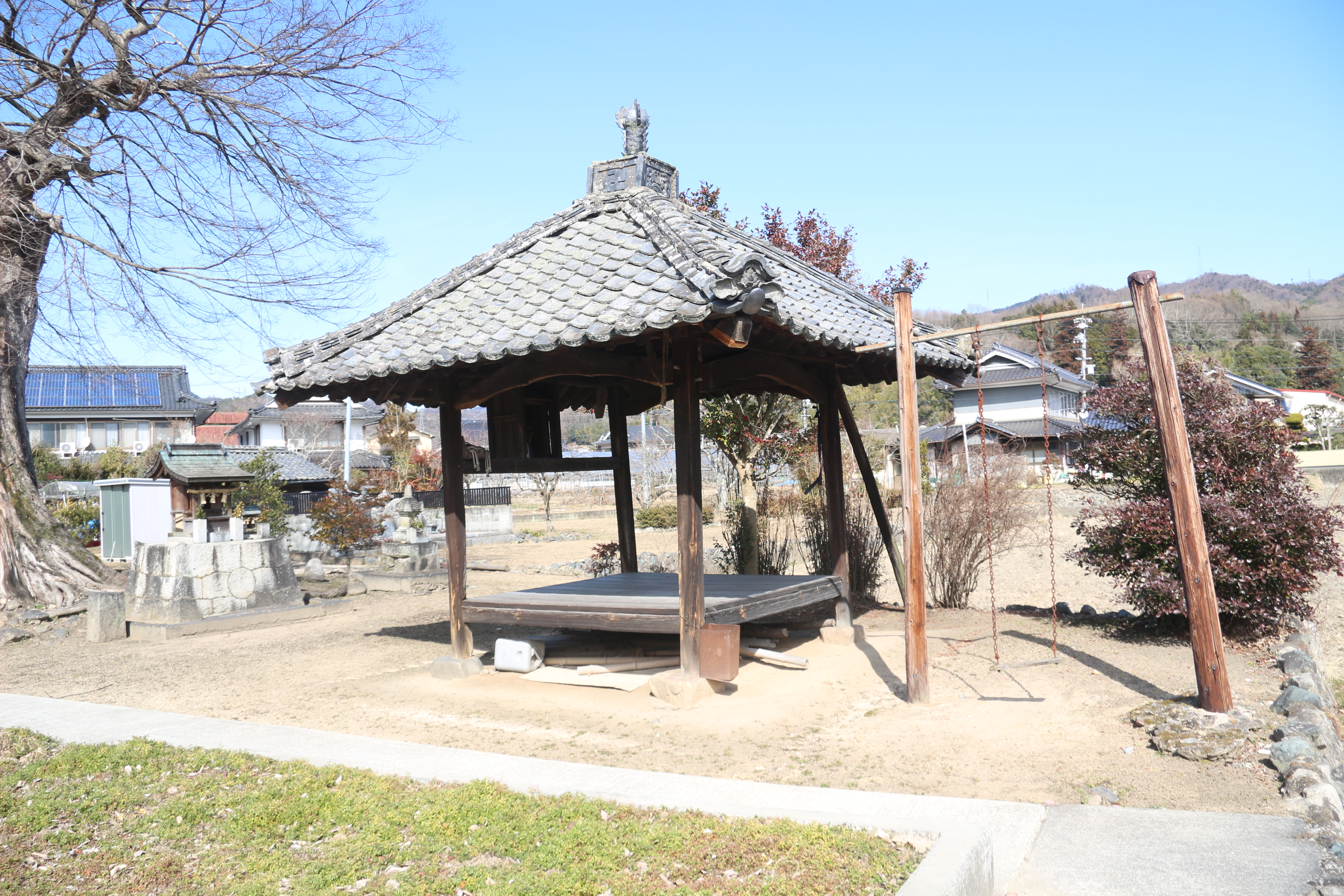
常金丸地区の辻堂